# Moritz Göttel
Moritz Göttel (* 12. Februar 1993 in Braunschweig) ist ein deutscher Fußballspieler. Er spielt seit Sommer 2025 beim SC Weiche Flensburg 08.

## Karriere
Göttel hatte in den Jugendmannschaften des VfB Rot-Weiß Braunschweig, von Eintracht Braunschweig und des VfL Wolfsburg gespielt, bevor er 2010 zu Borussia Mönchengladbach kam. Bei den Gladbachern spielte er sowohl in der U19 als auch in der zweiten Mannschaft und nahm 2011 am Trainingslager der Profimannschaft teil.
Im Januar 2013 wechselte er in die 3. Liga zum SV Babelsberg 03 und stieg mit dem Team in die Regionalliga ab; sein Vertrag endete somit zum Juli 2013. Zur Saison 2013/14 wechselte Göttel zur zweiten Mannschaft des VfL Bochum. Im März 2014 saß Göttel unter Peter Neururer zweimal in der 2. Bundesliga auf der Bank, wurde allerdings nicht eingesetzt.
Im Sommer 2015 löste der VfL seine U-23-Mannschaft auf und Göttel ging in die Regionalliga Südwest zum TSV Steinbach. Seine sieben Tore in der Hinrunde weckten das Interesse des Ligakonkurrenten und Meisterschaftsanwärters SV Elversberg, der den Angreifer Ende Januar 2016 verpflichtete. Zur Saison 2018/19 kehrte Göttel wieder zurück nach Haiger. In der Vorbereitung auf die Saison 2019/20 erlitt er einen Kreuzbandriss und fiel neun Monate aus.
Im Januar 2021 wurde er für ein halbes Jahr zum Ligakonkurrenten TuS Rot-Weiß Koblenz verliehen, um nach seiner Verletzung wieder mehr Spielzeit zu erlangen. Dort gelangen ihm 15 Torbeteiligungen in 27 Spielen. Im Juli 2021 wurde sein bis Juli 2022 laufender Vertrag vorzeitig aufgelöst.
Im Sommer 2021 unterschrieb er einen Zweijahresvertrag beim VfV 06 Hildesheim in der Regionalliga Nord. Dort wurde er in der zweiten Saison mit 24 Toren Torschützenkönig. Außerdem traf seit der Gründung des VfV Hildesheim im Jahre 2003 kein Spieler häufiger in einer Saison. Dennoch stiegen die Hildesheimer am Saisonende in die Oberliga Niedersachsen ab, womit Göttel den Verein verließ.
Göttel blieb der Regionalliga Nord erhalten und wechselte zur Saison 2023/24 zum SV Drochtersen/Assel. Dort erzielte er in 33 Ligaspielen 13 Tore. In der Saison 2024/25 folgten bis zur Winterpause drei Tore in 18 Einsätzen. Anschließend einigte er sich mit dem Verein auf eine Vertragsauflösung zum Jahresende 2024.
Ende Januar 2025 schloss sich Göttel dem Ligakonkurrenten VfB Lübeck an, bei dem er einen Vertrag bis zum Saisonende unterschrieb. Unter Guerino Capretti kam der Stürmer auf 14 Ligaeinsätze, stand fünfmal in der Startelf und erzielte ein Tor.
Zur Saison 2025/26 wechselte Göttel innerhalb der Regionalliga Nord zum SC Weiche Flensburg 08.

## Titel
Vereine
- Meister der Regionalliga Südwest: 2017 (SV Elversberg)
- Verbandspokalsieger
  - Rheinland: 2021 (TuS Rot-Weiß Koblenz)
  - Saarland: 2018 (SV Elversberg)
  - Schleswig-Holstein: 2025 (VfB Lübeck)

Individuell
- Torschützenkönig
  - Regionalliga Nord: 2023
  - B-Junioren Bundesliga Nord/Nordost: 2010